# 보홀해

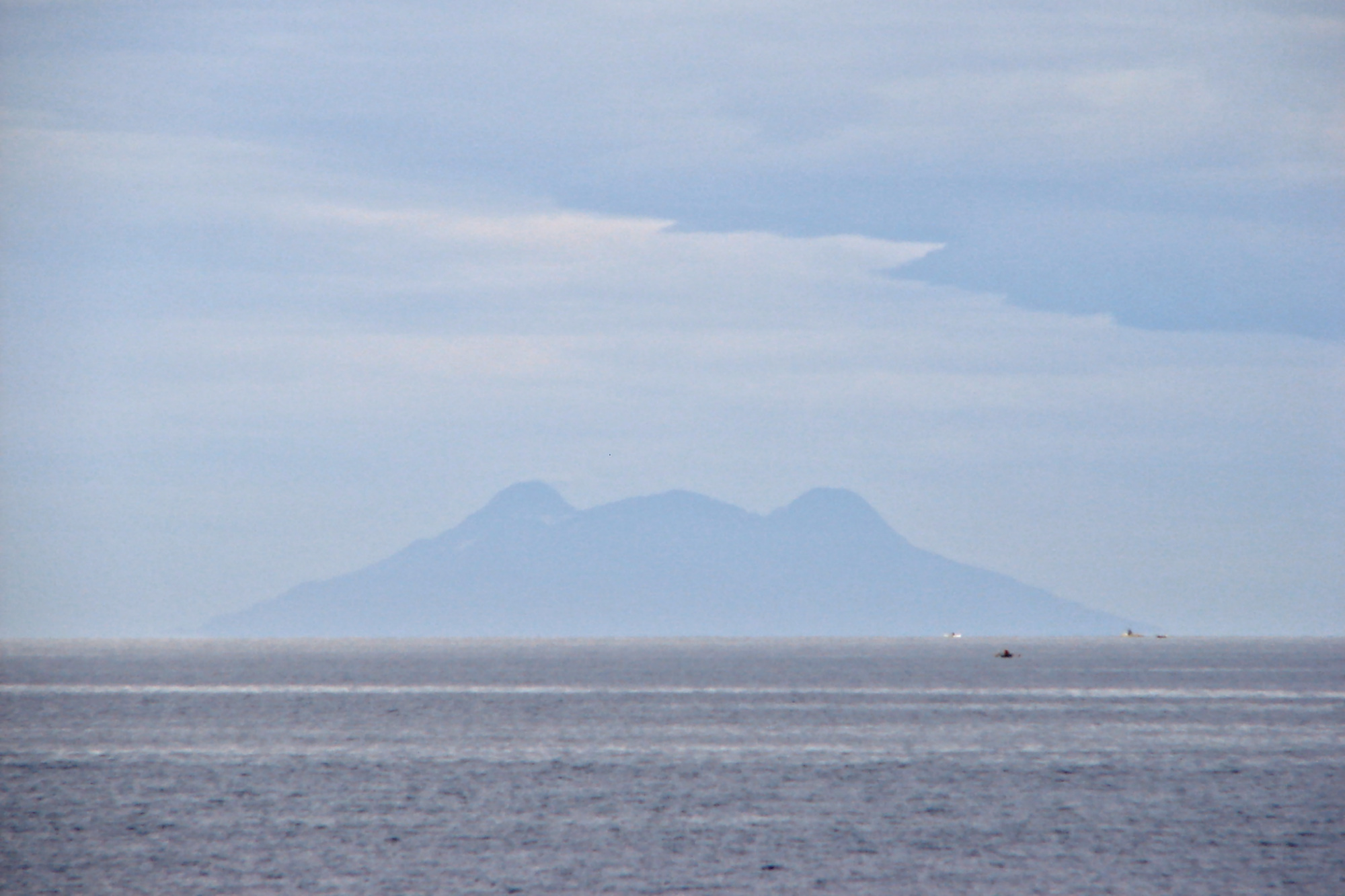
보홀해

보홀해(영어: Bohol Sea) 또는 민다나오해(영어: Mindanao Sea)는 필리핀 중부 비사야 제도의 레이테섬과 보홀섬과 남부 민다나오 사이에 있는 바다이다.